# Schengens informationssystem
|  | Länder som har full tillgång till SIS. |

|  | Länder som har tillgång till SIS för straffrättsligt samarbete. |

Schengens informationssystem (SIS) är ett gemensamt datasystem för medlemsstaterna inom Schengenområdet och som startades genom bildandet av Schengensamarbetet på 1990-talet. Syftet är att ha ett gemensamt informationssystem för gränskontroll, dels för att hindra utvisade eller avvisade tredjelandsmedborgare från att komma in i Schengenområdet, dels för att koordinera spanandet efter vissa föremål eller personer i syfte att bekämpa brott. I SIS lagras information om eftersökta personer och eftersökta föremål. Det är ett sätt att kompensera för att de inre gränserna inom Schengenområdet är öppna. Varje Schengenstat ansvarar för sina registreringar i SIS, och dessa registreringar lyder under medlemsstatens nationella lagstiftning.
Den 9 april 2013 togs en ny version av informationssystemet i drift kallat SIS II.
Hela Schengenområdet har full tillgång till SIS. Även Bulgarien och Rumänien hade, sedan den 1 augusti 2018, full tillgång till systemet; dessförinnan hade de endast tillgång till SIS för straffrättsliga förfaranden. Sedan deras anslutning till Schengenområdet den 31 mars 2024 omfattas de av samma regelverk som övriga medlemsstater. Cypern, som fortfarande står utanför Schengenområdet, har tillgång till systemet sedan den 25 juli 2023. Irland begärde att få tillgång till SIS för straffrättsliga förfaranden i början av 2000-talet, och fick tillgång till SIS för straffrättsligt samarbete med start den 15 mars 2021.
Vid slutet av 2020 hade SIS runt 93 miljoner registrerade efterlysningar. Totalt gjordes 3,7 miljarder sökningar under 2020, varav 209 178 ledde till träffar.  Under 2021 ökade antalet sökningar till mer än 7 miljarder.

## Registrering

### Efterlysning
Det finns fyra olika anledningar till att ett föremål eller en person förs in i Schengens informationssystem:
- Efterspanade brottslingar
- Försvunna personer
- Hemlig övervakning
- Efterlysta föremål

### Registrering av personer
Artikel 94 i Schengenkonventionen bestämmer vad som får registreras om personer i Schengens informationssystem:
- Efternamn, förnamn, andra förnamnets initialbokstav, och eventuella alias
- Särskilda kännetecken
- Födelsedatum och födelseort
- Kön
- Nationalitet
- Om personen kan antas vara beväpnad
- Om personen kan antas vara våldsbenägen
- Orsak till registrering
- Önskad åtgärd

Information som går utöver ovanstående anses olagligt enligt Schengenregelverket.

### Efterlysta föremål
Systemet registrerar efterlysta föremål. Detta kan vara pass, identitetskort, skjutvapen, fordon och sedlar. Motivet är att dels spåra stulna föremål, eller sådana kopplade till grövre brott för utredningens skull, och dels hindra missbruk av stulna identitetshandlingar.

### Åtkomst till registret
Registret är till för myndigheter, och är inte tillgängligt för företag och privatpersoner. Schengenstaterna har inrättat så kallade Sirenekontor för utbyte av tilläggsinformation eller kompletterande information om registreringar mellan staterna. Sirene står för Supplementary Information Request at the National Entry (begäran om kompletterande uppgifter vid det nationella gränsövergångsstället).

## Utvecklandet av SIS II
En ny teknisk version av Schengens informationssystem utvecklades under Europeiska kommissionens ansvar. Systemet, som kallas för SIS II, togs i bruk den 9 april 2013. Vissa ville att systemet skulle bli mer av ett utredningssystem. Det nya systemet utvecklades bland annat på grund av det ursprungliga systemet var begränsat till 18 anslutna medlemsstater. Denna begränsning beror inte på tekniska begränsningar, då tester har vistat att systemet skulle klara av trafiken från 30 stater. Däremot är det en politisk fråga, då rådet beslutade att SIS 1+, som är en modifiering av det ursprungliga systemet för att klara av problemen vid millennieskiftet och anslutandet av de nordiska länderna, skulle vara begränsat till 18 anslutningar. Vissa av systemets tekniker har uppskattat att systemet skulle kunna utvecklas till att klara av de nya medlemsstaterna utan en total omarbetning. Om rådet hade beslutat att välja en enklare utveckling av SIS 1+ till SIS II, hade SIS II redan varit brukbart och de nya medlemsstaterna hade kunnat ansluta sig till systemet så fort de var redo. Kritikerna av SIS II har betonat flexibiliteten med det nuvarande systemet. De kritiserar också försenandet och den stora kostnaden för utvecklandet av det nya systemet, vilket kommissionen ansvarar för. Enligt de som förespråkar ett system innehållande fler uppgifter som har med den inre säkerheten att göra, är förbättringarna genom SIS II godtagbara. 
På grund av förseningarna med utvecklandet av SIS II, erbjöd Portugals regering att modifiera sin version av SIS 1+ för de nya medlemsstaterna. Estland, Lettland, Litauen, Malta, Polen, Slovakien, Slovenien, Tjeckien och Ungern accepterade det portugisiska förslaget och använder det nya systemet till dess att SIS II är färdigt. Denna version av informationssystemet, kallat SISone4ALL, togs i bruk 2007 möjliggjorde för de nya medlemsstaterna att implementera Schengensamarbetet. Även Schweiz, som sedan den 12 december 2008 deltar i Schengensamarbetet, valde att ta i bruk SISone4ALL till dess att SIS II var utvecklat och i drift den 9 april 2013. Liechtenstein fick tillgång till SIS under 2011.

### Ny reform 2018
Under 2018 antogs tre nya förordningar om utvecklandet av en ny version av SIS. Den nya versionen gör det bland annat möjligt att använda biometriska data på ett bättre sätt och eftersöka till exempel okända personer vars fingeravtryck har kunnat identifieras. Det uppdaterade SIS togs i bruk den 7 mars 2023.

## Gällande lagstiftning
Utöver Schengenkodexen och andra delar av Schengenregelverket som reglerar när Schengens informationssystem ska användas, är det i huvudsak tre rättsakter som styr hur SIS fungerar och är utformat:
- EUROPAPARLAMENTETS OCH RÅDETS FÖRORDNING (EU) 2018/1860 av den 28 november 2018 om användning av Schengens informationssystem för återvändande av tredjelandsmedborgare som vistas olagligt i medlemsstaterna
- EUROPAPARLAMENTETS OCH RÅDETS FÖRORDNING (EU) 2018/1861 av den 28 november 2018 om inrättande, drift och användning av Schengens informationssystem (SIS) på området in- och utresekontroller, om ändring av konventionen om tillämpning av Schengenavtalet och om ändring och upphävande av förordning (EG) nr 1987/2006
- EUROPAPARLAMENTETS OCH RÅDETS FÖRORDNING (EU) 2018/1862 av den 28 november 2018 om inrättande, drift och användning av Schengens informationssystem (SIS) på området polissamarbete och straffrättsligt samarbete, om ändring och upphävande av rådets beslut 2007/533/RIF och om upphävande av Europaparlamentets och rådets förordning (EG) nr 1986/2006 och kommissionens beslut 2010/261/EU

De två sistnämnda rättsakterna är uppdaterade versioner av tidigare gällande akter från 2006.